# Lucio Veturio Craso Cicurino
Lucio Veturio Craso Cicurino (en latín Lucius Veturius Crassus Cicurinus) tribuno consular por dos años, sucesivamente, en los años 368 a. C., y 367 a. C., en el último de los cuales se llevaron a cabo las leyes Licinias.